# مرتون، آکسفوردشر
مرتون (به انگلیسی: Merton) یک روستا و محله مدنی در بریتانیا است که در چرول واقع شده‌است. مرتون ۷٫۰۷ کیلومتر مربع مساحت و ۴۲۴ نفر جمعیت دارد.